# Okolnichy
Okolnichy var en ämbetsklass vid det moskovitiska tsarrysslands hovet, känt från 1300-talet. De var hovfunktionärernas klass och kunde ha en mängd olika ämbeten vid hov och administration och samma yrken var öppna för den som bojarerna. De befann sig i status efter bojarerna men före alla övriga klasser, och utgjorde därmed den lägre av de två högsta ämbetsklasserna nära tsaren. Klassen avskaffades av Peter den stores reformer. 